# Tinocallis mushensis
Tinocallis mushensis är en insektsart som först beskrevs av Takahashi, R. 1925.  Tinocallis mushensis ingår i släktet Tinocallis och familjen långrörsbladlöss. Inga underarter finns listade i Catalogue of Life.